# 大衛·羅伯森 (指揮)
大衛·埃瑞克·羅伯森（英語：David Eric Robertson，1958年7月19日—），美國指揮家。曾擔任聖路易交響樂團音樂總監。

## 生平
羅伯森出生成長於加州马里布，小學時演奏法國號與小提琴，12歲時開始接觸指揮。之後進入倫敦皇家音樂學院就讀，除繼續攻讀法國號演奏與指揮技術之外，亦選修了作曲專業。

### 職業生涯
大學畢業後，羅伯森隨即開始在歐陸的指揮生涯。在生涯的起步階段，他隨同美国新闻署與相關部門在中東及世界各地巡迴，1985年他收到了耶路撒冷交響樂團駐團指揮的邀聘。在1992年至2000年間，他是巴黎当代乐团的音樂總監，為當地聽眾引入了约翰·亚当斯等當代美國作品。2000年，轉任里昂國家樂團音樂總監，並於2003年率領該團巡迴全美，足跡遍佈紐約、西雅圖與洛杉磯等地。他與里昂的合約在2004年屆期，雙方並未續約。

#### 聖路易時期
羅伯森於1999年1月初次指揮聖路易交響樂團，並曾在2002年、2003年二次指揮該團。2003年12月，聖路易公布了羅伯森的音樂總監任命，他將在2005年樂季上任。2005年4月，「準總監」羅伯森指揮了聖路易交響樂團史上第2次的卡内基大厅音樂會。此前，樂團與樂手的勞資爭議方獲解決，由此可見雙方對羅伯森的信任。2006年9月，羅伯森獲樂團續約，將繼續執棒至2010年止。之後經過四度延長合約，樂團在2017年6月公布了羅伯森將在2018年離任的消息。
一般認為羅伯森的任命使聖路易交響樂團的名聲止跌反升，在前任總監Hans Vonk因病逝世後，該團遭遇了勞資談判破局，幾乎導致破產。羅伯森任內除數度率團在卡内基廳亮相之外，亦完成了該團的逍遥音乐会初登場（2012年9月）。

#### 近年活動
2005年2月，擔任BBC交響樂團首席客座指揮。2009年9月12日，指揮逍遥音乐会閉幕演出。他續任該職務至2012年8月止。
羅伯森於2003年初次指揮悉尼交響樂團，2014年成為該團首席指揮（兼任藝術顧問）。他與悉尼的合作在2019年12月結束，此前雙方曾續約一年。
除專職樂團指揮外，羅伯森致力於當代音樂的推廣，2008年他指導了洛杉矶爱乐的當代音樂節，以及月亮谷音樂節。做為一名指揮，他在音樂廳、劇院皆有建樹，曾數度於大都會歌劇院登台，指揮揚納傑克《馬克普洛斯檔案》（1996年）、莫扎特《后宫诱逃》（2008年）及《费加罗》（2012年）等劇作。
2018年2月，茱莉亞學院宣布將聘請羅伯森擔任指揮部門主任，自2018年學年起任。

## 作品

### 商業錄音
- Nonesuch：數張约翰·亚当斯作品[26][27]
- 其他品牌（Sony、Harmonia mundi、Naïve、EMI/Virgin、Atlantic/Erato、Nuema、Ades Valois、Naxos）

## 獲獎與榮譽
- 《Musical America》年度指揮，1999年12月
- 哥伦比亚大学迪森指揮獎，2006年
- 美國藝術與科學學院院士，2010年4月[28]
- 普林斯頓西敏合唱學院（英语：Westminster Choir College）榮譽學位，2010年5月
- 法國三等藝術與文學勳章，2011年11月[29]
- 葛莱美奖[來源請求]
- 澳洲唱片協會音樂獎（英语：ARIA Music Awards），2019年[30][31]

## 個人生活
羅伯森有三段婚姻，第3任夫人為鋼琴家歐莉·沙汉姆（小提琴名家吉尔·沙汉姆之妹），兩人於2003年1月3日結婚，育有一對雙胞胎。他的第2段婚姻另有二子。

## 外部連結
- 官方网站
- 大衛·羅伯森的Facebook專頁
- 大衛·羅伯森的Discogs页面（英文）
- 聖路易交響樂團的羅伯森生平略傳 （页面存档备份，存于）

| 文化職務                | 文化職務                            | 文化職務         |
| ----------------------- | ----------------------------------- | ---------------- |
| 前任： Emmanuel Krivine | 里昂國家樂團音樂總監 2000年－2004年 | 繼任： 准·梅尔克 |